# Aloe thraskii
Aloe thraskii är en grästrädsväxtart som beskrevs av John Gilbert Baker. Aloe thraskii ingår i släktet Aloe och familjen grästrädsväxter.
Artens utbredningsområde är KwaZulu-Natal. Inga underarter finns listade i Catalogue of Life.

## Bildgalleri

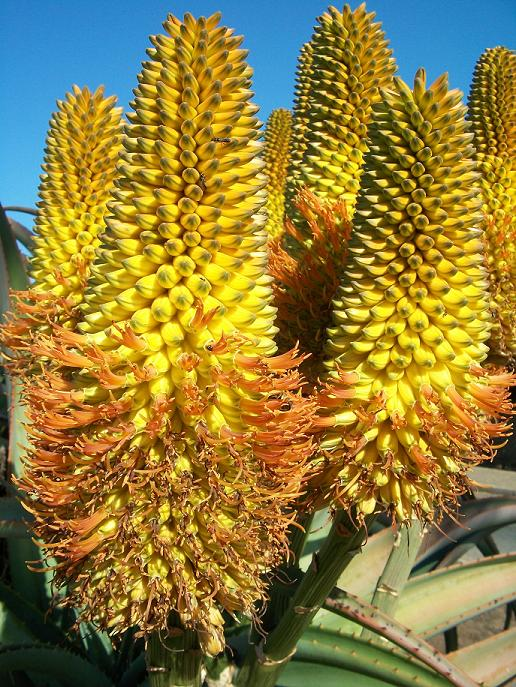
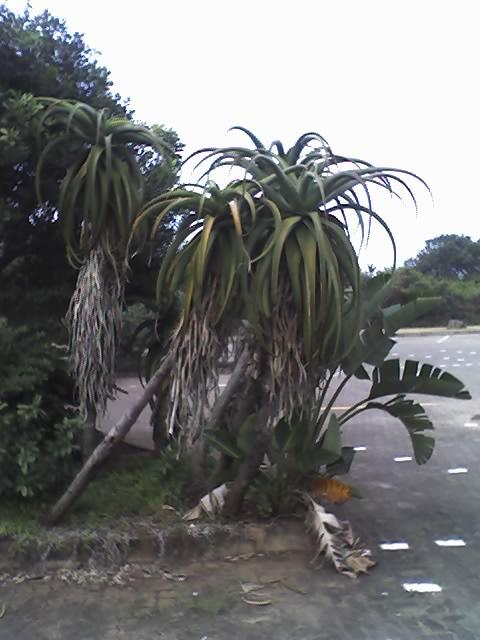
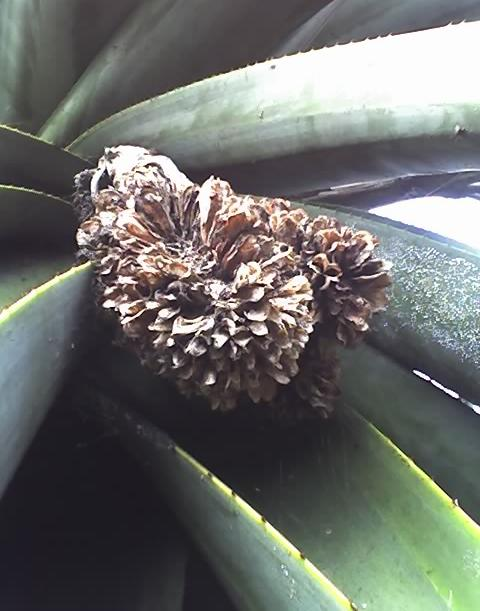
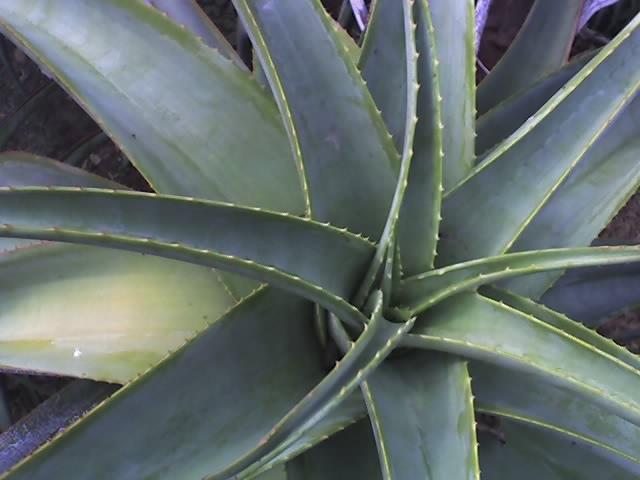
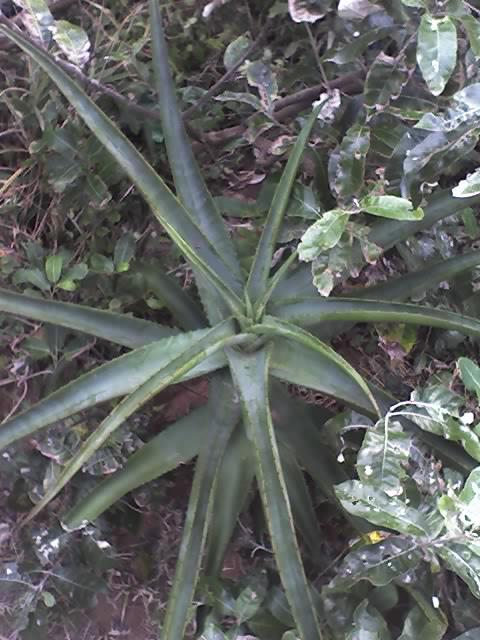
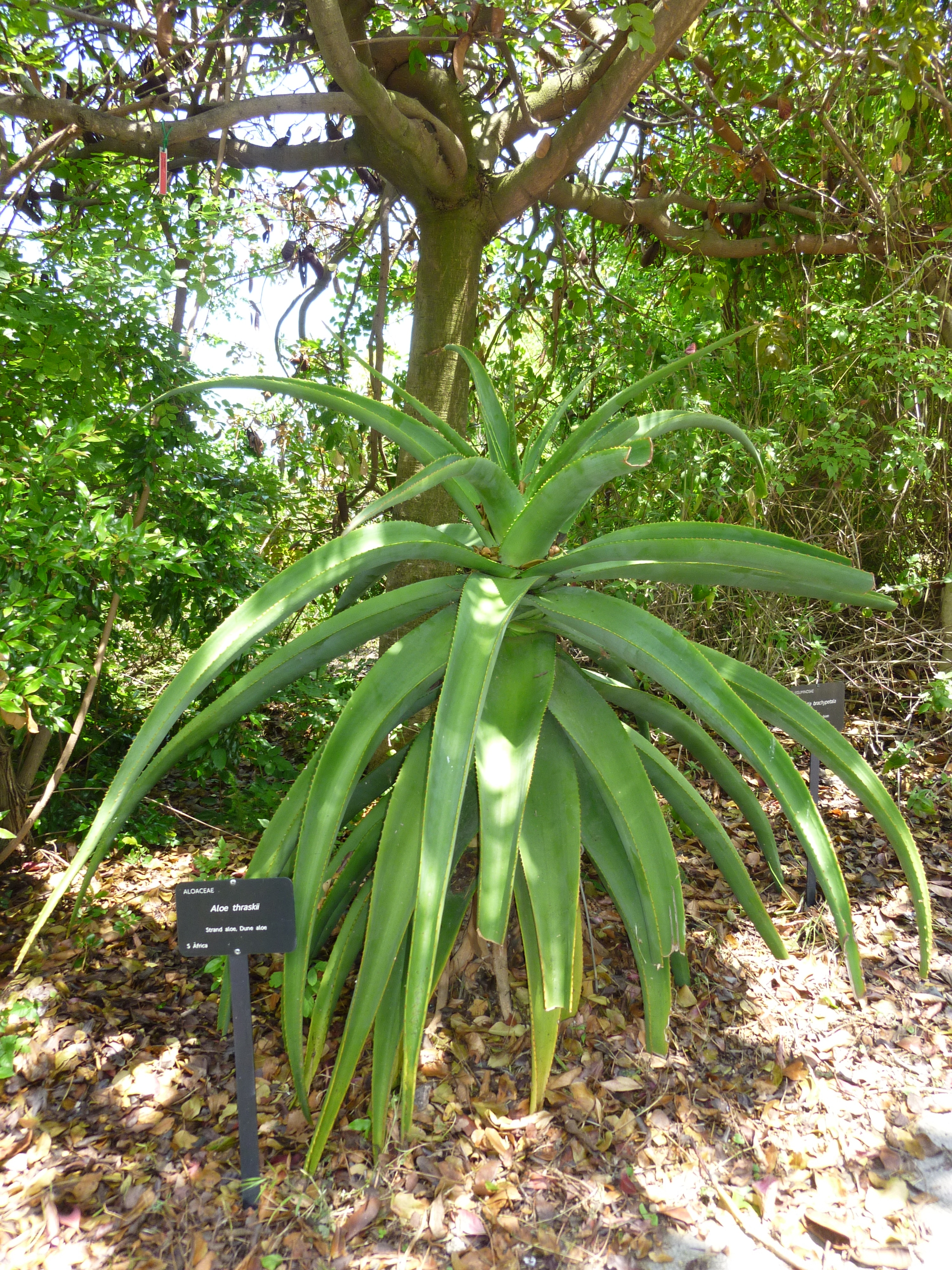